# تشارلز سيمونز (كاتب)
تشارلز سيمونز (بالإنجليزية: Charles Simmons)‏ هو كاتب للأطفال وكاتب أمريكي، ولد في 17 أغسطس 1924 في مانهاتن في الولايات المتحدة، وتوفي بنفس المكان في 1 يونيو 2017.

## وصلات خارجية
- تشارلز سيمونز على موقع مونزينجر (الألمانية)